# Lista de bandeiras do Papado
A seguir está uma lista de bandeiras usadas no Vaticano e seu antecessor, os Estados Papais.

## Bandeira nacional e bandeira de Estado
| Bandeira | Data                                        | Uso                                | Descrição |
| -------- | ------------------------------------------- | ---------------------------------- | --- |
|          | 7 de junho de 1929 – 26 de novembro de 2000 | Bandeira nacional e insígnia civil | Dois campos divididos verticalmente, um campo amarelo do lado do cajado e um campo branco do outro lado, que contém a tiara e as chaves.                  |
|          | 26 de novembro de 2000 – 7 de junho de 2023 | Bandeira nacional e insígnia civil | Dois campos divididos verticalmente: um campo amarelo do lado do cajado e um campo branco do outro lado, que ostenta a tiara e as chaves. Proporção: 1:1. |
|          | 7 de junho de 2023–atualmente               | Bandeira nacional e insígnia civil | Dois campos divididos verticalmente, um campo amarelo do lado do cajado e um campo branco do outro lado, que contém a tiara e as chaves.                  |

## Bandeiras papais

### Estandarte papal
| Bandeira | Data      | Uso            | Descrição |
| -------- | --------- | -------------- | --- |
|          | 1523–1534 | Bandeira papal | |
|          | 2005–2013 | Bandeira papal | Dois campos divididos verticalmente, um campo amarelo do lado do mastro e um campo branco do outro lado, que ostenta o brasão pessoal do Papa Bento XVI. |
|          | 2013–2023 | Bandeira papal | Dois campos divididos verticalmente, um campo amarelo do lado do mastro e um campo branco do outro lado, que ostenta o brasão pessoal do Papa Francisco. |
|          | 2023–2025 | Bandeira papal | Dois campos divididos verticalmente, um campo amarelo do lado do mastro e um campo branco do outro lado, que ostenta o brasão pessoal do Papa Francisco. |
|          | 2025-     | Bandeira papal | Dois campos divididos verticalmente, um campo amarelo do lado do mastro e um campo branco do outro lado, que ostenta o brasão pessoal do Papa Leão XIV.  |

### Flâmula papal
| Bandeira | Data      | Uso           | Descrição                                                                                          |
| -------- | --------- | ------------- | -------------------------------------------------------------------------------------------------- |
|          | 2005–2013 | Flâmula papal | Com uma faixa amarela no mastro e o brasão pessoal do Papa Bento XVI colorido na braguilha branca. |
|          | 2013–2023 | Flâmula papal | Com uma faixa amarela no mastro e o brasão pessoal do Papa Francisco colorido na braguilha branca. |
|          | 2023–2025 | Flâmula papal | Com uma faixa amarela no mastro e o brasão pessoal do Papa Francisco colorido na braguilha branca. |
|          | 2025–     | Flâmula papal | Com uma faixa amarela no mastro e o brasão pessoal do Papa Leão XIV colorido na braguilha branca.  |

### Faixas papais
| Bandeira | Data      | Uso         | Descrição |
| -------- | --------- | ----------- | --------- |
|          | 1922–1939 | Faixa papal |           |
|          | 1939–1958 | Faixa papal |           |
|          | 1958–1963 | Faixa papal |           |
|          | 1963–1978 | Faixa papal |           |
|          | 1978–2005 | Faixa papal |           |
|          | 2005–2013 | Faixa papal |           |
|          | 2013–2025 | Faixa papal |           |
|          | 2025-     | Faixa papal |           |

## Bandeira militar
| Bandeira | Data      | Uso          | Descrição                                                                                             |
| -------- | --------- | ------------ | --- |
|          | 2013–2025 | Guarda Suíça | Bandeira da guarda papal de 1914, mas com os brasões do Papa Francisco e do Comandante Christoph Graf |
|          | 2025-     | Guarda Suíça | Bandeira da guarda papal de 1914, mas com os brasões do Papa Leão XVI e do Comandante Christoph Graf  |

## Bandeiras históricas
| Bandeira | Data           | Uso                                                                                           | Descrição                                                                                       |
| -------- | -------------- | --------------------------------------------------------------------------------------------- | ----------------------------------------------------------------------------------------------- |
|          |                | Insígnia naval papal                                                                          | Bandeira branca com uma versão do brasão da Santa Sé entre as figuras de São Pedro e São Paulo. |
|          | Década de 1300 | Faixa do Papa Bonifácio VIII                                                                  |                                                                                                 |
|          | Década de 1510 | Faixa do Papa Leão X                                                                          |                                                                                                 |
|          | Década de 1520 |                                                                                               |                                                                                                 |
|          | Década de 1520 | Bandeira usada pelo estrategista militar papal Jacopo Pesaro                                  |                                                                                                 |
|          | Década de 1540 | Faixa do Papa Paulo III                                                                       |                                                                                                 |
|          | 1669–1771      | Bandeira para navios papais                                                                   | Bandeira com Cristo na cruz, São Pedro e São Paulo.                                             |
|          | -1808          | Laço papal até 1808, bandeira de Estado de facto                                              | Amarela e vermelha lisa bicolor                                                                 |
|          | 1808-1870      | Bandeira piloto, cores da infantaria e bandeira civil de-facto                                | Amarela e branca lisa bicolor                                                                   |
|          | -1870          | Bandeira de guerra e proto-nacional hasteada sobre a Porta Pia durante a queda de Roma (1870) | Amarela e branca, com o brasão simplificado da Santa Sé no meio                                 |
|          | 1803–1825      | Bandeira dos navios mercantes papais                                                          | Branca                                                                                          |
|          | 1849           | Bandeira da República Romana                                                                  | O tricolor italiano usa cores mais escuras com a frase DIO E POPOLO (Deus e o Povo) no centro.  |
|          | 1825–1870      | Bandeira dos navios mercantes papais                                                          | Amarela e branca.                                                                               |